# マツモトキヨシ九州販売
株式会社マツモトキヨシ九州販売（マツモトキヨシきゅうしゅうはんばい）は、鹿児島県を中心として九州地区・沖縄県・山口県にドラッグストアのチェーン店を運営する企業で、マツモトキヨシグループの完全子会社である。

## 概要
2012年4月にマツモトキヨシから沖縄県を除く九州地区と山口県の店舗を継承するとともに、ミドリ薬品から商号変更した。当初の出店戦略では都市部の繁華街では「マツモトキヨシ」、住宅地では「ミドリ薬品」の屋号を使い分けるとしていたが、商号変更後は「マツモトキヨシ」の屋号で新規出店が行われており、これまで「ミドリ薬品」として営業していた店舗の一部を改装に伴って「マツモトキヨシ」に屋号変更した店舗も見られるようになったことで、「ミドリ薬品」の店舗数は縮小傾向となっている。これにより、福岡県・熊本県・宮崎県では「ミドリ薬品」の店舗が無くなり、「マツモトキヨシ」への統合を完了している。
大和リースが運営するフレスポやJR九州ビルマネジメントが運営するえきマチ1丁目など、商業施設への出店も行われている。

## 沿革
- 1977年（昭和52年）3月 - 有限会社東洋産業として設立。資本金は1,000千円。本社は鹿児島県鹿児島市船津町5-28。
- 1982年（昭和57年）3月 - 社名を「有限会社ミドリ薬品」に変更。
- 1984年（昭和59年）8月 - 株式会社に組織改編し、「株式会社ミドリ薬品」となる。資本金は8,000千円。本社は鹿児島県鹿児島市宇宿3丁目15-5。
- 2001年（平成13年）10月 - 日本証券業協会へ店頭登録。
- 2004年（平成16年）12月 - 日本証券業協会への店頭登録を取消。ジャスダックに株式上場。
- 2006年（平成18年）2月2日 - 株式会社マツモトキヨシと業務・資本提携を締結。
- 2007年（平成19年）
  - 2月21日 - 全店舗に電子マネーEdy（現・楽天Edy）を導入。
  - 9月20日 - 株式会社マツモトキヨシとの間で、マツモトキヨシのフランチャイズ・パッケージによるドラッグストア事業を行うフランチャイズ契約を締結[3]。
  - 11月2日 - 当社初の「マツモトキヨシ」フランチャイズ店舗である「薬マツモトキヨシ 天文館店（鹿児島県鹿児島市）」をオープン[注 3]。
  - 11月8日 - FC2号店「薬マツモトキヨシ オプシアミスミ店（鹿児島県鹿児島市）」をオープン。
- 2008年（平成20年）
  - 11月20日 - FC3号店「ドラッグストアマツモトキヨシ フレスポ国分店（鹿児島県霧島市）」をオープン。
  - 11月28日 - 本社を鹿児島県鹿児島市東開町8-8（イオンモール鹿児島付近）へ移転。本社に併設する形で「ミドリ薬品 東開店」も開店[注 4]。
- 2009年（平成21年）11月13日 - 株式会社マツモトキヨシホールディングスが、TOBと株式交換によってミドリ薬品の全株を取得し完全子会社とする予定であると発表。
- 2010年（平成22年）
  - 3月29日 - 上場廃止。
  - 4月1日 - 株式会社マツモトキヨシホールディングスの完全子会社となる。
  - 6月25日 - 福岡県内では初となる「マツモトキヨシ」のフランチャイズ店舗（FC5号店）である「薬マツモトキヨシ フレスタ千早店（福岡県福岡市東区）」をオープン[注 5]。
  - 8月2日 - 独自に展開していたポイントカードシステムをマツモトキヨシグループ共通のポイントカードシステムに移行。これにより、グループ会社のマツモトキヨシ（マツモトキヨシ東日本販売が運営する店舗及び当社運営のFC店を含む）・マツモトキヨシ甲信越販売（ドラッグマックス・ファミリードラッグ・中島ファミリー薬局）・トウブドラッグの各店舗でも利用可能となる（なお、従来のミドリ薬品ポイントカードを所持している方はカードの切替が必要。貯まっていたポイントは新カードへ自動移行され、今までどおり使用することができる）[注 6]。
  - 10月30日 - 宮崎県内では初となる「マツモトキヨシ」のフランチャイズ店舗（FC6号店）である「薬マツモトキヨシ 宮交シティ店（宮崎県宮崎市）」をオープン[注 7]。
  - 12月24日 - FC7号店「薬マツモトキヨシ 和田店（鹿児島県鹿児島市）」をオープン。
- 2011年（平成23年）
  - 4月29日 - FC8号店「ドラッグストアマツモトキヨシ 上の原店（福岡県北九州市八幡西区）」をオープン。
  - 5月14日 - FC9号店「薬マツモトキヨシ フレスタ吉塚駅前店（福岡県福岡市博多区）」をオープン[注 8]。
  - 5月28日 - 熊本県内では初となる「マツモトキヨシ」のフランチャイズ店舗（FC10号店）である「ドラッグストアマツモトキヨシ 玉名店（熊本県玉名市）」をオープン。
  - 6月11日 - FC11号店「ドラッグストアマツモトキヨシ コスモタウン種子島店（鹿児島県西之表市）」をオープン。
  - 7月16日 - 長崎県内では初となる「マツモトキヨシ」のフランチャイズ店舗（FC12号店）である「ドラッグストアマツモトキヨシ 四ヶ町店（長崎県佐世保市）」をオープン[注 9]。
- 2012年（平成24年）
  - 4月1日 - マツモトキヨシ直営店舗のうち、沖縄県を除く九州地区及び山口県の店舗を吸収分割で承継した上で「株式会社マツモトキヨシ九州販売」に商号変更[4]。
  - 10月1日 - 本社を福岡県福岡市博多区住吉2丁目2-1 スクエア博多イースト9Fへ移転。旧本社は鹿児島営業所に変更。
- 2019年（令和元年）8月10日 - 佐賀県内では初となる「マツモトキヨシ」の店舗である「ドラッグストアマツモトキヨシ フレスポ鳥栖店（佐賀県鳥栖市）」をオープン。
- 2021年（令和3年）10月1日 - 経営統合によるグループ再編に伴い、親会社がマツモトキヨシグループへ変更。

## 出店地域
2023年（令和5年）5月現在、九州地区及び山口県に166店舗（マツモトキヨシ154店舗、ミドリ薬品12店舗）を展開している。「ミドリ薬品」は鹿児島県に6店舗、沖縄県に3店舗あり、残りは佐賀県・長崎県・大分県にそれぞれ1店舗ずつある。
なお、九州・沖縄地区での「マツモトキヨシ」のうち、沖縄県は地元食品スーパーのサンエーによるフランチャイズ運営のため、当社の店舗には含まれない。
所在地等の詳細はマツモトキヨシ公式サイトの店舗リスト（マツモトキヨシ九州販売運営のマツモトキヨシ店舗、ミドリ薬品店舗）を参照。

## その他
- 旧法人のミドリ薬品時代に、薬害エイズ事件が発生した際、主犯格となった企業のミドリ十字（現在の田辺三菱製薬）とは一切関係ないと広告に載せたことがある。